# سیارک ۲۵۵۱۵
سیارک ۲۵۵۱۵ (به انگلیسی: 25515 Briancarey، نامگذاری:1999XU99) بیست و پنج هزار و پانصد و پانزدهمین سیارک کشف شده‌است که در ۷ دسامبر ۱۹۹۹ کشف شد.
قدر مطلق سیارک برابر ۱۱.۷ است.